# Fotogrammi d'argento 1995
La 45ª edizione dei Fotogrammi d'argento, assegnati dalla rivista spagnola di cinema Fotogramas, si è svolta il 1º marzo 1995.

## Premi e candidature

### Miglior film spagnolo
- Días contados, regia di Imanol Uribe

### Miglior film straniero
- L'età dell'innocenza (The Age of Innocence), regia di Martin Scorsese  ·   Stati Uniti

### Fotogrammi d'onore
- Francisco Rovira Beleta[2]

### Miglior attrice cinematografica
- Ana Belén - La passione turca (La pasión turca)
- Penélope Cruz - Allegro ma non troppo (Alegre ma non troppo) e Tutto è bugia (Todo es mentira)
- Ruth Gabriel - Días contados

### Miglior attore cinematografico
- Carmelo Gómez - Días contados, Il detective e la morte (El detective y la muerte) e Canción de cuna
- Javier Bardem - Días contados e Il detective e la morte (El detective y la muerte)
- Gabino Diego - I peggiori anni della nostra vita (Los peores años de nuestra vida)

### Miglior attrice televisiva
- Maribel Verdú - Canguros
- Ana Duato - Villariba y Villabajo
- Lina Morgan - Compuesta y sin novio

### Miglior attore televisivo
- Juanjo Puigcorbé - Villariba y Villabajo
- Miquel Curs - Los mejores años
- Juan Echanove - Hermanos de leche
- Fernando Fernán Gómez - La mujer de tu vida e A su servicio

### Miglior interprete teatrale
- Natalia Dicenta - La zapatatera prodigiosa